# Maroniti
Maroniti ili Maruniti (sirski, ܐܶܝܢܘܪܡ, Marunoye; arap., مارونية, Mārūniyyah) su članovi Istočne katoličke crkve, tj. Katoličke Crkve s istočnim liturgijskim obredima, koja je pod jurisdikcijom rimskog Pape. Naslijeđe Maronita seže unazad do Sv. Maronija, također poznatog kao Sv. Maro ili Sv. Marun, koji je živio u ranom 5. stoljeću. Prvi maronitski patrijarh je bio Sv. Ivan Maronije, koji je zaređen u kasnom 7. stoljeću. Maroniti su kršćani koji govore arapski jezik, sačinjavajući jednu od glavnih vjerskih grupa u Libanonu.